# 梅希亞區
梅希亞區（西班牙語：Distrito de Mejía），是秘魯的一個區，位於該國南部阿雷基帕大區的伊斯萊省，始建於1920年1月27日，面積100.78平方公里，海拔高度23米，2005年人口1,263，人口密度每平方公里13人。